# Lucas Daniel
Lucas Daniel (1 de janeiro de 1995) é um arqueiro profissional francês.

## Carreira

### Rio 2016
Lucas Daniel fez parte da equipe francesa nas Olimpíadas de 2016 que ficou nas quartas-de-finais no Tiro com arco nos Jogos Olímpicos de Verão de 2016 - Equipes masculinas, ao lado de Pierre Plihon e Jean-Charles Valladont. Ele não qualificou-se para o individual